# Jan Willem Snippe
Jan Willem Snippe (ur. 21 maja 1986 w  Heemskerk) – holenderski siatkarz, grający na pozycji atakującego. Od sezonu 2020/2021 występuje we włoskiej drużynie Menghi Shoes Macerata.

## Sukcesy klubowe
Superpuchar Holandii:
- 2005

Puchar Holandii:
- 2006, 2007

Mistrzostwo Holandii:
- 2006
- 2007

Puchar Włoch:
- 2008, 2009

Superpuchar Włoch:
- 2008

Puchar Niemiec:
- 2013

Mistrzostwo Niemiec:
- 2013

## Sukcesy reprezentacyjne
Liga Europejska:
- 2006
- 2008

## Nagrody indywidualne
- 2008: MVP Superpucharu Włoch